# Anuson Thaloengram
Anuson Thaloengram (thailändisch อนุสรณ์ ทะเลิงรัมย์; * 16. April 2003) ist ein thailändischer Fußballspieler.

## Karriere
Anuson Thaloengram erlernte das Fußballspielen in der Jugendmannschaft des Chonburi FC. Hier unterschrieb er am 1. Januar 2022 auch seinen ersten Profivertrag. Der Verein aus Chonburi, einer Stadt in der gleichnamigen Provinz Chonburi, spielt in der ersten thailändischen Liga. Sein Erstligadebüt gab Anuson Thaloengram am 4. Mai 2022 (30. Spieltag) im Auswärtsspiel gegen den BG Pathum United FC. Hier wurde er in der 81. Minute für Gidi Kanyuk eingewechselt. BG gewann das Spiel 4:2. Am Ende der Saison wurde sein Vertrag nicht verlängert. Am 1. Juni 2022 unterschrieb er einen Vertrag beim ebenfalls in Chonburi beheimateten Drittligisten Banbueng FC. Bei dem in der Eastern Region der Liga spielenden Verein stand er bis Dezember 2022 unter Vertrag. Im Januar 2023 verpflichtete ihn der in der Northern Region spielende Drittligist Maejo United FC. Für den Verein aus Chiangmai bestritt er in der Rückrunde 13 Ligaspiele. Zu Beginn der Saison 2023/24 unterschrieb er im August 2023 einen Vertrag beim Zweitligaaufsteiger Pattaya United FC. Nach drei Ligaspielen wechselte er im Dezember 2023 zum Drittligisten Fleet FC. Mit dem Verein aus Sattahip spielt er in der Eastern Region der Liga.